# Lechi
Lechi (hebrejsky לח״י‎, akronym pro Lochamej cherut Jisra'el, tj. Bojovníci za svobodu Izraele, hebrejsky לוחמי חרות ישראל‎) byla ozbrojená podzemní sionistická skupina v mandátní Palestině. Jejím cílem bylo násilně vyhnat britskou správu z Palestiny, umožnit neomezenou imigraci Židů a vytvoření židovského státu. Zprvu se jmenovala Národní vojenská organizace v Izraeli. Někdy byla Lechi označována podle jejího zakladatele Avrahama Sterna jako Sternova skupina či (názvem používaným Brity) Sternův gang. V roce 1944 iniciovali ozbrojenou vzpouru proti Britům.
Nejmenší a nejradikálnější ze tří sionistických vojenských skupin (Hagana, Irgun a Lechi) nikdy neměla více než několik set členů. Lechi se v roce 1940 odtrhla od Irgunu a v roce 1948 se identifikovala jak s náboženským sionismem (přestože většina členů nebyli ortodoxní Židé), tak s levicovým nacionalismem (i když většina členů chtěla zůstat politicky nestranná). Lechi stála za vraždou lorda Moynea v Káhiře v listopadu 1944 a prováděla řadu útoků proti britské správě a palestinským Arabům. Britskou mandátní správou byla označena za teroristickou organizaci a nově vzniklou izraelskou vládou byla zakázána podle protiteroristického zákona, schváleného tři dny poté, co příslušník Lechi v září 1948 zavraždil vyslance Organizace spojených národů Folke Bernadotta. Rada bezpečnosti OSN označila Bernadotteho vrahy za „kriminální skupinu teroristů“ a Lechi byla obdobně odsouzena dalším vyslancem OSN Ralphem Bunchem.
Izrael vyhlásil 14. února 1949 amnestii vztahující se na všechny členy Lechi. V roce 1980 byla skupina poctěna zavedením stuhy Lechi, vojenského vyznamenání udíleného „za vojenskou službu před založením Státu Izrael.“ Jedním z vůdců Lechi byl pozdější izraelský premiér Jicchak Šamir.

## Vztahy mezi židovskými odbojovými skupinami

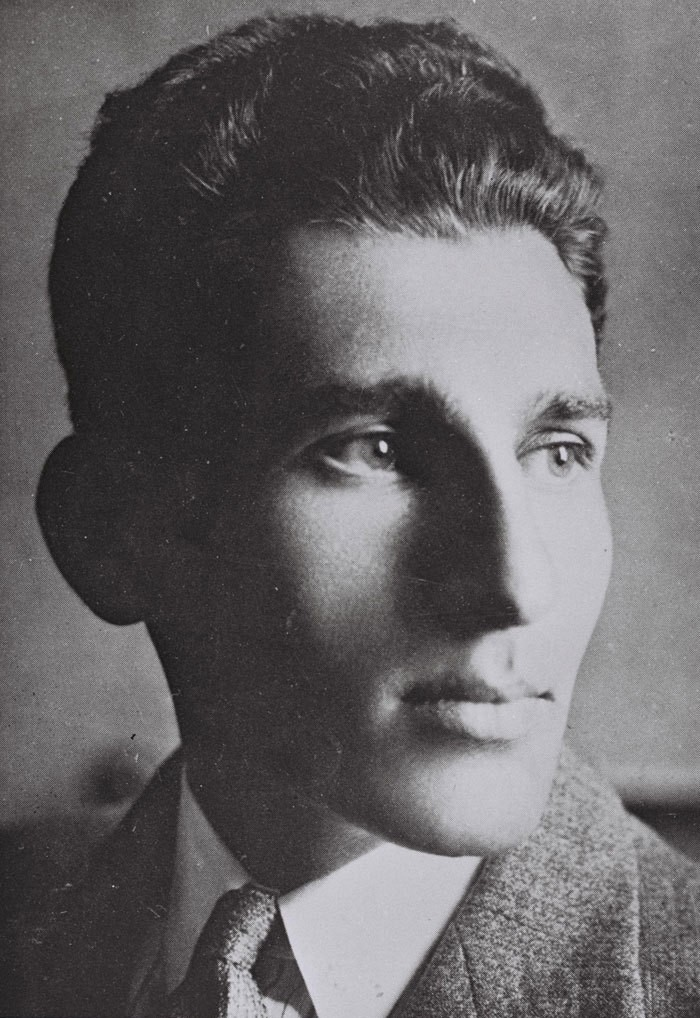
Zakladatel Lechi Avraham Stern

Lechi se oddělila od organizace Irgun, která patřila mezi hlavní vojenské organizace revizionistického křídla sionistického hnutí, na rozdíl od Hagany, která spadala pod hlavní světovou sionistickou organizaci. Důvod oddělení byl ten, že Irgun se podvolil tlaku Hagany a přislíbil pomáhat Britům po dobu války s nacistickým Německem. Avraham Stern naopak považoval Brity za hlavního nepřítele a rozhodl se proti nim nadále bojovat. Svou organizaci nazval Irgun cvaj leumi be-Jisra’el, „Národní vojenská organizace v Izraeli“ (její zkratka dává dohromady Ecel Bet, tj. Irgun B nebo 2. Irgun). Britové skupinu označovali jako Sternův gang, název Lechi přijala až po Sternově smrti. Ačkoli Lechi byla malá skupina a její vliv na politické dění byl minimální (stejně jako sympatie veřejnosti k ní), zapsala se svými činy do historie více než jiné židovské skupiny bojující za nezávislost židovského státu.
Rozchodem z Irgunem (a tím pádem i definitivním rozchodem s Haganou) se Lechi odřízla od zdroje financí, neboť Hagana byla financována Židovskou agenturou (Sochnut). Lechi tak musela získávat prostředky různým pokoutním a nezákonným způsobem, ze soukromých darů, výpalného a bankovních loupeží. V očích Britů i většiny představitelů sionistického hnutí byla Lechi skutečným zločineckým gangem. Mezi jejími oběťmi tak kromě britských vojáků a Arabů byla i řada Židů, kteří zahynuli při útocích buď náhodně nebo byli přímo cílem akce.
Po vraždách lorda Moynea a Folke Bernadotteho následovaly ze strany Hagany vždy tvrdé sankce. Příslušníci Lechi byli vydávání Britům a jejich zbraně zabavovány. Výjimkou byla válka za nezávislost, kdy Lechi, Irgun a Hagana částečně spolupracovaly. Přesto se Lechi a Hagana nevyhnuly konfrontaci v případě masakru v arabské vesnici Dejr Jásín.
Lechi byla formálně rozpuštěna izraelskou armádou 31. května 1948. Lechi však nadále pokračovala ve skryté činnosti a to až do září 1948. Po vraždě Folke Bernadotteho 16. září 1948 byla většina členů Lechi zatčena a organizace de facto byla nucena ukončit svou činnost. Někteří členové Lechi později vstoupili do politiky (např. Natan Jelin-Mor (Friedman), který se stal krátce poslancem Knesetu nebo Jicchak Šamir, pozdější premiér Izraele).

## Akce, vraždy a atentáty
Členové Lechi vždy popírali, že by byli teroristy nebo že by jejich akce měly nést punc terorismu. Jejich cílem bylo zviditelnit se před světem a dokázat mu, že Židé z Lechi se nepodvolují okupaci (tj. britské mandátní správě a jejím nařízením) a převzít kontrolu nad Izraelem ozbrojeným bojem. Tyto cíle samozřejmě skupina nemohla splnit. Zatímco se Hagana a Irgun soustředily na tehdy ilegální imigraci Židů z Evropy do Palestiny, Lechi koncentrovala svou činnost na ozbrojené útoky proti vojákům i civilnímu obyvatelstvu. Podle Nachmana Ben Jehudy byla Lechi zodpovědná za více než 40 vražd, z toho polovinu obětí tvořili Židé. Oběti byli jak obyčejní lidé, kteří nechtěli platit výpalné, tak i domnělí „zrádci“ a „kolaboranti“. Dalšími útoky byly dopisní bomby zasílané britským politikům, sabotáže proti infrastruktuře apod.

### Bankovní loupeže
Lechi podnikla několik bankovních loupeží v Tel Avivu za účelem získání finančních prostředků, během těchto loupeží bylo zabito několik náhodných kolemjdoucí, poslední takové 9. ledna 1942. Po těchto událostech podnikla britská CID proti Lechi zátahy, při nichž byl zatčen a zastřelen Avraham Stern. To ochromilo činnost skupiny až do září, kdy v čele stanul Jicchak Šamir, Elijahu Giladi, Natan Jelin-Mor a Jisra'el Eldad. Po záhadné smrti Giladiho zbylí tři vedli Lechi až do jejího zániku.

### Jednání s nacisty

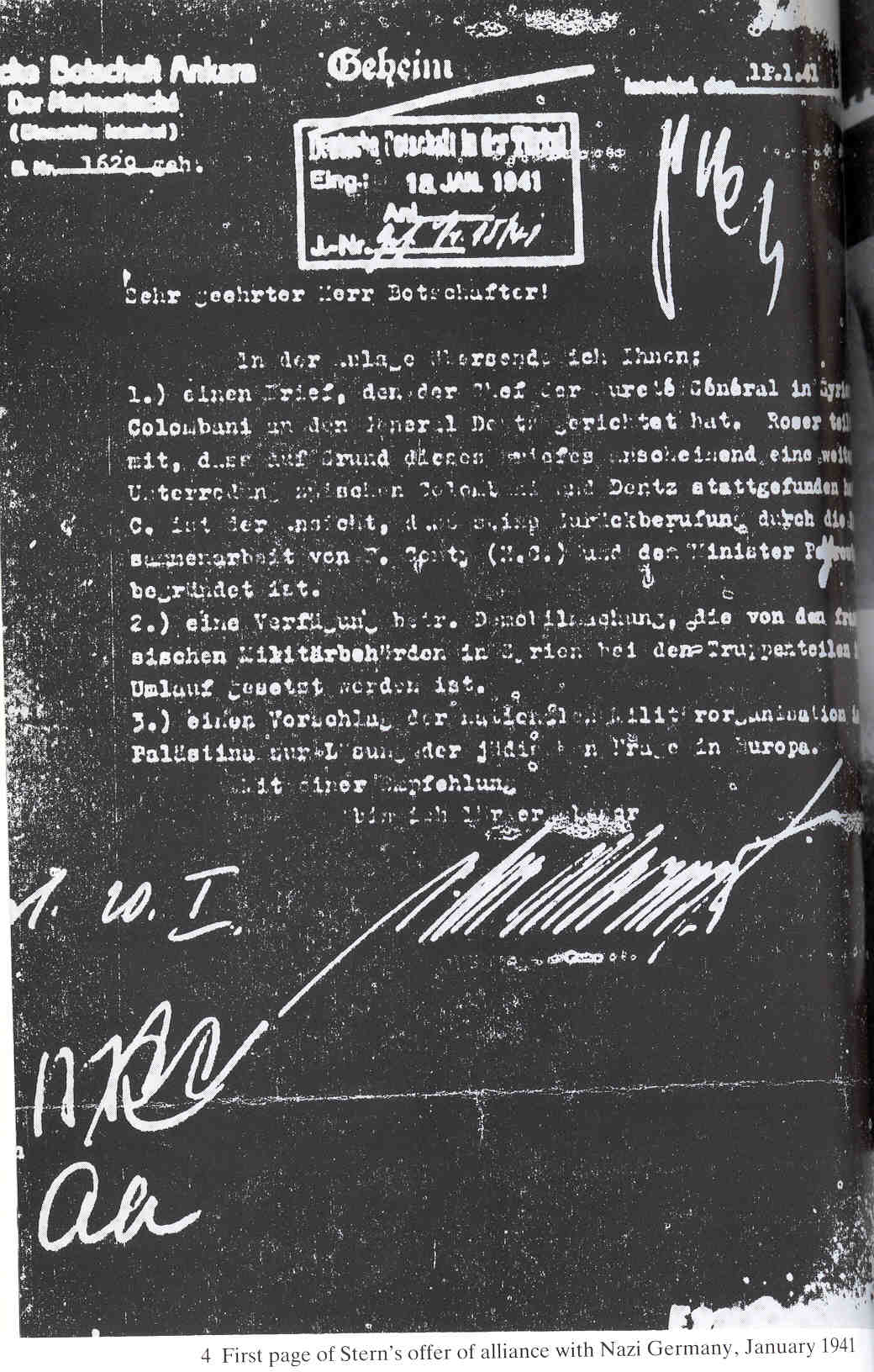
Kopie dopisu německému atašé v Istanbulu zmiňující nabídku na spolupráci ze strany „Národní vojenské organizace v Palestině“

V letech 1940 a 1941 se Avraham Stern prostřednictvím svého vyslance Naftali Ljubenčika pokoušel jednat s nacistickým Německem o společném boji proti Británii prostřednictvím nacistického úředníka Wernera Otto von Hentiga. Návrhy Lechi byly ovšem německou stranou ignorovány (Lechi pravděpodobně netušili, že tou dobou již docházelo k intenzivní spolupráci mezi nacistickým Německem a velkým muftím Hadž Amínem al-Husejním).
Nabídka na spolupráci byla přeposlána přes Istanbul německému velvyslanectví v Ankaře a odtud 21. ledna 1941 do Berlína. Berlín na tuto nabídku nikdy neodpověděl. Z hlediska pozdějšího vývoje se jedná o jednu z nejabsurdnějších situací druhé světové války.

### Vražda lorda Moynea a Folke Bernadotteho
Lord Moyne, nejvyšší představitel Britského impéria v oblasti, se stal díky svému vysokému postavení terčem atentátu, který na něj spáchali dva členové Lechi, Elijahu Chakim a Elijahu Bejt Curi. Moyne byl zavražděn 6. listopadu 1944. Vrazi byli následně dopadeni a oběšeni. Vražda znamenala velký rozkol mezi Churchillem a umírněným sionistickým hnutím a počátek bující židovsko-britské nevraživosti.
Jicchak Šamir později vraždu Moyna obhajoval tím, že Moyne byl antisemita a podporoval rasové teorie, podle nichž byli Arabové rasově nadřazeni Židům.
Folke Bernadotte byl švédský diplomat a vyslanec OSN mající za úkol vyjednat podmínky mírové smlouvy mezi Židy a Araby. Po dvou neúspěšných návrzích byl Bernadotte zavražděn v autě v západním Jeruzalémě 17. září 1948. Vrazi byli převlečeni do izraelských uniforem a jednalo se o příslušníky Lechi – Jehošuu Kohena, Jicchaka Ben Mošeho a Avrahama Steinberga. Kohenova totožnost, coby Bernadotteho vraha, však vyšla najevo až po jeho smrti, když ji potvrdili jeho někdejší kolegové z Lechi.

### Bombové útoky
12. ledna 1947 spáchala Lechi útok na britskou policejní stanici v Haifě, při kterém čtyři lidé zahynuli a na 140 bylo zraněno. 29. února byla Lechi podminována trať Haifa–Káhira severně od Rechovotu. Při útoku bylo zabito 28 vojáků a 35 zraněno. Při útoku 31. března 1948 bylo při útoku na tutéž trať severně od Binjaminy zabito 40 civilistů, většinou Arabů, a 60 zraněno. Útok byl připisován rovněž Lechi.

### Dejr Jásín
Lechi se 9. dubna společně s Irgunem zúčastnila útoku na arabskou vesnici Dejr Jásín ležící v jeruzalémském koridoru, při kterém bylo kolem 100–120 lidí zavražděno, zbytek vyhnán a vesnice zničena. Ironií osudu se v tomto případě jednalo o vesnici, jejíž obyvatelé uzavřeli mírovou dohodu se sousedními židovskými obcemi.

## Připomínky Lechi v Izraeli
Řada ulic v izraelských městech byla po nástupu vlády Menachema Begina v sedmdesátých a osmdesátých letech pojmenována po Lechi. Zároveň byla v roce 1980 vydána stuha Lechi v barvách červená-černá-šedá-světle modrá-bílá, kterou mohou nosit bývalí členové Lechi.
Oba členové Lechi oběšení za vraždu Lorda Moyna byli v roce 1975 pohřbeni v Izraeli se státními poctami. Oba se také dočkali svého zpodobnění na poštovních známkách, stejně jako zakladatel Avraham Stern. Jichak Šamir byl v letech 1983–84 a 1986–92 premiérem Izraele.
Lechi je většinou historiků, včetně izraelských, nahlížena jako ultrapravicová, fašistická skupina, jejímž jediným cílem bylo učinit z Izraele fašistický stát. Pro tento svůj záměr nikdy nezískala podporu obyvatelstva a počet jejích přívrženců dosahoval vždy maximálně dvou set.